# Escudo de Boceguillas
El escudo de Boceguillas es el símbolo más importante de Boceguillas, municipio de la provincia de Segovia, comunidad autónoma de Castilla y León, en España. 

## Descripción
El escudo de Boceguillas se blasona de la siguiente manera:

«Escudo partido. Primero, de sinople con una rueda de plata y en lo bajo, una mesa de plata con tres panes de 10 mismo. Segundo, de gules con un castillo de ora, almenado, donjonado de tres donjones, el del homenaje mas alto, mazonado de sable y ac1arado de azur, acompañado de dos llaves de planta, una a cada costado. Entado, en punta de oro, con la cifra del Rey don Felipe II, sumada de una corona real, todo de sable, timbrado de la Corona Real Española.»
Boletín Oficial del Estado nº 43/1997